# Klamath River Bridge
 (décembre 2020).
Pour les articles homonymes, voir Klamath.
Le Klamath River Bridge est un pont routier américain situé dans le comté de Del Norte, en Californie. Situé au sein de la réserve indienne des Yuroks, il permet le franchissement du Klamath par l'U.S. Route 101. Construit en 1965, il est rendu remarquable par les quatre sculptures dorées représentant des ours qui décorent ses extrémités (l'ours est le symbole de la Californie).